# Софтли, Иэн
Иэн Деклан Софтли (англ. Iain Declan Softley) — британский кинорежиссёр, продюсер и сценарист.

## Биография
Иэн Софтли родился 30 октября 1956 года в Лондоне. Получил образование в Школе Св. Бенедикта (лондонский боро Илинг) и в Куинз-колледже Кембриджского университета.
Работал на телевидении, был создателем видеоклипов и небольших сюжетов. Дебютировал в 1994 году как автор сценария и режиссёр фильма «Пятый в квартете», рассказывающем о начале творческого пути группы «The Beatles» и названном лучшей дебютной лентой года авторитетным Лондонским кружком кинокритиков. Байопик о ранних годах «Битлз» получил множество премий, и Софтли написал по этому сценарию пьесу, которая начала ставиться в театрах.
Женат на продюсере Саре Кёртис.
Особенность Софтли в том, что он снимает каждый новый фильм в другом жанре — байопик («Пятый в квартете»), триллер («Хакеры»), драма («Крылья голубки»), ужасы («Ключ от всех дверей»), фэнтези («Чернильное сердце»)
При этом сюжет, как правило, содержит рефлексию над жанром. «Ключ от всех дверей» (The Skeleton Key, 2005) поставлен без саспенса, когда заранее ясно, как, чем начнут пугать, и со сравнительно неожиданной развязкой. Использовать этот сюжет в фильме ужасов с неожиданным финалом можно один раз, хотя неожиданной она будет только для тех, кто ничего не знает о худду (Hooddo), на которой замешан сюжет. Худду — магия, происходящая из Западной Африки и практикуемая американскими индейцами, не такой попсовая, как вуду, даже толком не изученная, а в фильме — ещё и особой её филиация, выведенная в Новом Орлеане. Специфика худду в том, что она не действует на тех, кто не верит в колдовство, и героиня до поры не верит.
В «Чернильном сердце» (Inkheart, 2008) Герой Мортимер с виду обычный библиофил, шастает по развалам и букинистическим магазинам в поисках таинственной книги («Чернильное сердце»), за которой он вместе с дочерью вынужден все время переезжать с места на место. Когда книга находится, в их жизни появляются странные существа с куницами, разбойники — появляется тот мир, в котором Мортимер известен под кличкой Волшебный язык, потому что его язык обладает способностью воплощать написанное в книгах.

## Фильмография
- 1994 — Пятый в квартете / Backbeat
- 1995 — Хакеры / Hackers
- 1997 — Крылья голубки / The Wings of the Dove
- 2001 — Планета Ка-Пэкс / K-PAX
- 2005 — Ключ от всех дверей / The Skeleton Key
- 2008 — Чернильное сердце / Inkheart
- 2013 — Ловушка для Золушки / Trap For Cinderella
- 2014 — Кривая линия / Curve
- 2015 — Изгой / The Outcast
- 2023 — Пастырь / The Shepherd